# Boulevard Montmartre
Il boulevard Montmartre è uno dei Grand Boulevards di Parigi. Terminato nel 1763, è lungo 215 m e largo 35. Ricevette questa denominazione nel 1864, ma, contrariamente a quanto si potrebbe pensare, non si trova sull'omonima e celebre collina ma collega il boulevard des Italiens (alla sua confluenza con il boulevard Haussmann) con il boulevard Poissonnière, all'altezza delle vie Faubourg-Montmartre e Montmartre.
Il suo percorso interessa due arrondissement: il II ed il  IX.

## Luoghi di particolare interesse

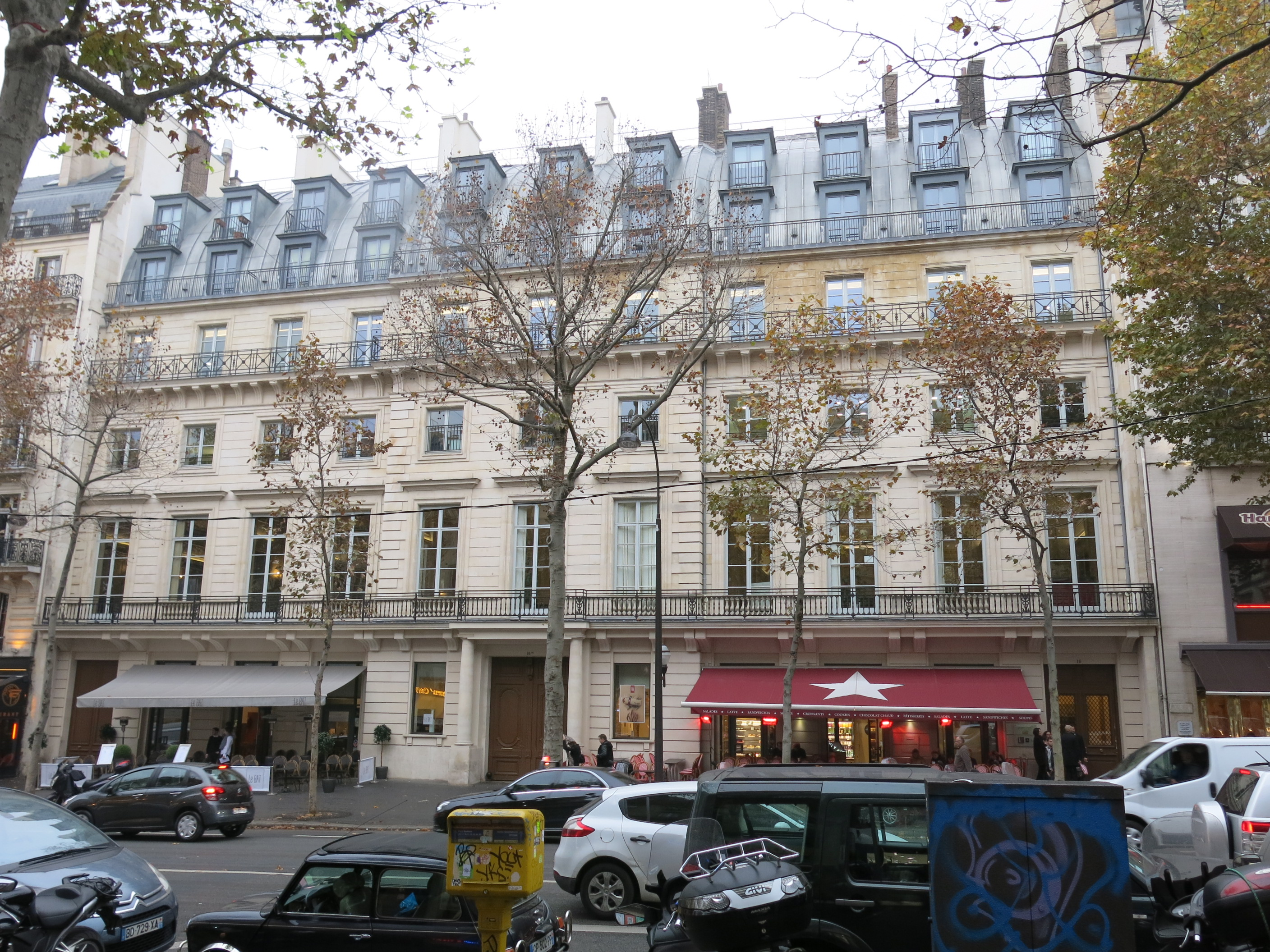
Palazzo Mercy-Argenteau in ristrutturazione nel 2010

(rif. Numero civico)
- N.7:  Teatro del Varietà. La facciata e il vestibolo sono classificati monumento storico di Francia dal 30 settembre 1974 (PA00086094)
- N. 10 : Musée Grévin.  La sala del teatro è classificata  monumento storico di Francia  dal 23 novembre 1964[1]. Nel palazzo allo stesso numero civico andò ad abitare nel dicembre 1825 il compositore italiano Gioachino Rossini e al piano di sotto abitò il compositore francese François-Adrien Boieldieu
- N.i 10-12: Passage Jouffroy. Il passaggio è classificato monumento storico di Francia dal 7 luglio 1974.[2]. A questo indirizzo si trovava il mercante di stampe ed editore d'arte Adolphe Goupil (1806-1893).
- N.i 11-13: Passage des Panoramas e gallerie annesse (gallerie Feydeau, Montmartre, Saint-Marc, galleria dei Varietà, antica bottega dell'incisore Stern). Passaggio e gallerie sono classificati monumento storico di Francia, in parte il 7 luglio 1974 e in parte il 10 luglio 2009[3].
- N. 14: Dimora di Caroline Rémy, detta Line poi Séverine, segretaria di Jules Vallès. Sede del giornale La Libre Parole di Édouard Drumont dal 1892 al 1900. La grande birreria parigina Maxéville occupava il piano-terra ed il primo piano. Un celebre ciarlatano inglese, il dottor McLaughlin, curava la lombaggine con sistemi miracolistici [4]. L'immobile fu demolito nel 1934 e ricostruito in stile floreale[5].
- N. 16:  Palazzo Mercy-Argenteau. La decorazione del XVIII secolo del grande salone quadrato e le decorazioni scolpite dal XIX secolo nell'antica sala da pranzo al primo piano dell'immobile sono classificate monumento storico di Francia dall'11 aprile 1958. Il palazzo stesso è stato iscritto dal 6 agosto 1975[6].